# Linowo (jezioro na Pojezierzu Wałeckim)
Linowo – jezioro w woj. zachodniopomorskim, w pow. wałeckim, w gminie Wałcz, leżące na terenie Pojezierza Wałeckiego.
Według urzędowego spisu opracowanego przez Komisję Nazw Miejscowości i Obiektów Fizjograficznych (KNMiOF) opublikowanego przez Główny Urząd Geodezji i Kartografii (GUGiK) i udostępnionego na stronach Komisja Standaryzacji Nazw Geograficznych (KSNG) nazwa tego jeziora to Linowo. W różnych publikacjach i na mapach topograficznych jezioro to występuje pod nazwą Jeleń lub Linowe.
Powierzchnia zwierciadła wody według różnych źródeł wynosi od 2,3 ha do 4,72 ha.
Zwierciadło wody położone jest na wysokości 117,7 m n.p.m..
Jezioro ma nieregularny kształt. Brzegi jeziora przechodzą w podmokłe łąki i bagna z małymi oczkami wodnymi.